# Karamaj
Karamaj (egyszerűsített kínai írással: 克拉玛依, pinjin: Karamay / Kèlāmǎyī) prefektúra szintű város Kínában, Hszincsiang tartományban. Lakosainak száma 487 000 fő (2022).

## Népesség
| 2020 | 490 348 |
| 2022 | 487 000 |